# لی جونگ وون
این یک نام کره‌ای است؛ نام خانوادگی لی است.
لی جونگوون (کره‌ای: 이종원؛ زادهٔ ۲۵ سپتامبر ۱۹۶۹) بازیگر اهل کره جنوبی است. از آثاری که درآن‌ها ایفای نقش کرده است می‌توان به سرزمین بادها، امپراطور افسانه‌ها، شرق بهشت، سرزمین آهن، الهه آتش و خورشید ارباب اشاره کرد.